# Jihoafrická republika na Letních olympijských hrách 1996
Jihoafrická republika se účastnila Letní olympiády 1996. Zastupovalo ji 84 sportovců (64 mužů a 20 žen) ve 14 sportech.

## Medailisté
| Medaile | Jméno           | Sport    | Soutěž            |
| ------- | --------------- | -------- | ----------------- |
| Zlato   | Penny Heynsová  | Plavání  | ženy 100 m prsa   |
| Zlato   | Penny Heynsová  | Plavání  | ženy 200 m prsa   |
| Zlato   | Josia Thugwane  | Atletika | muži maraton      |
| Stříbro | Hezekiél Sepeng | Atletika | muži běh na 800 m |
| Bronz   | Marianne Kriel  | Plavání  | ženy 100 m znak   |